# Новогеоргиевка (Оренбургская область)
Новогеоргиевка — посёлок в Шарлыкском районе Оренбургской области в составе Преображенского сельсовета.

## География
Находится на расстоянии примерно 16 километров на юго-восток от районного центра — села Шарлык.

## История
Основано в 1830-е годы переселенцами из Рязанской губернии. Название дано по малой родине переселенцев — селу Георгиевка.

## Население
Население составляло 90 человек в 2002 году (русские 87 %), 36 по переписи 2010 года.